# Griffiths Mxenge
Griffiths Mlungisi Mxenge [mˈǁɛŋɛ] (* 27. Februar 1935 in King William’s Town; † 19. November 1981 in Umlazi) war ein südafrikanischer Menschenrechtsaktivist. Er wurde 1981 von Mitgliedern der geheimen Polizeieinheit Vlakplaas ermordet, ebenso wie seine Frau Victoria Mxenge vier Jahre später.

## Leben
Mxenge studierte Rechtswissenschaften an der Universität Fort Hare. Während des Studiums trat er dem African National Congress (ANC) bei. Er erwarb einen Bachelor of Arts, an der Universität von Natal einen Master of Law und arbeitete fortan in Durban als Rechtsanwalt. Er engagierte sich in Fragen der Menschenrechte; insbesondere verteidigte er zahlreiche Menschen, die mit den repressiven Gesetzen der Apartheid in Konflikt gekommen waren. Mxenge wurde mehrfach gebannt. 1966 wurde er zu einer Haftstrafe verurteilt und auf die Gefängnisinsel Robben Island gebracht. Nach seiner Freilassung löste sich etwa 1977 während der Fahrt ein Rad seines Autos, nachdem mehrere Weiße die Radmuttern manipuliert hatten.
Mxenge wurde am 19. November 1981 von Geheimpolizisten der verdeckt operierenden Einheit Vlakplaas um den damaligen Kommandeur Dirk Coetzee in Durban aus seinem Haus entführt und in der Nähe des Umlazi Stadium getötet. Nach Angabe Coetzees war die Tat auf einen Wunsch des ranghohen Polizisten Jan van der Hoven von der Port Natal Security Police zurückzuführen. Während sich Coetzee im Hintergrund hielt, führten Almond Nofemela, David Tshikalanga, Joe Mamasela und Brian Ngqulunga die eigentliche Tat aus. Um sie wie einen Raubmord erscheinen zu lassen, wurde Mxenge nicht erschossen, sondern mit einem Kreuzschlüssel geschlagen und durch 40 Messerstiche getötet. Er wurde im Dorf Rayi zwischen King William’s Town und Peddie beerdigt.

## Nachwirkungen
Ngqulunga wurde bereits kurz nach dem Mord im Auftrag von Vlakplaas getötet, weil er als möglicher Verräter galt. 1985 wurde auch Mxenges Frau Victoria von Vlakplaas-Polizisten ermordet. Die Morde an dem Ehepaar wurden ab 1995 vor der Wahrheits- und Versöhnungskommission (TRC) verhandelt.
Im Jahr 1989 gestand Butana Almond Nofomela, ein ehemaliges Mitglied der Todesschwadron von Coetzee, seine Beteiligung an der Ermordung von Mxenge, wenige Stunden bevor seine Hinrichtung wegen eines nicht damit zusammenhängenden unpolitischen Mordes geplant war. Coetzee bestätigte später Nofomelas Geschichte. Am 4. November 1996 sagte der ehemalige Vlakplaas-Kommandeur Dirk Coetzee über seine Beteiligung an der Ermordung von Griffiths Mxenge aus. Er beantragte außerdem eine Amnestie bei der Wahrheits- und Versöhnungskommission. Trotz Protesten von Mxenges Familie wurde Coetzee Amnestie gewährt. Coetzee, der bereits 1989 mit Informationen zu Vlakplaas an die Öffentlichkeit gegangen war, wurde Amnestie für den Mord an Griffith Mxenge gewährt. Ebenso wurden Nofemela und Tshikalanga amnestiert. Ein Gericht in KwaZulu-Natal hatte sie zuvor am 4. August 1997 des Mordes für schuldig gesprochen, wegen der drei Tage später gewährten Amnestie kamen sie aber wieder auf freien Fuß.
Mxenge wurde 2006 – wie seine Frau – postum mit dem Order of Luthuli in Silber ausgezeichnet.
Nofomela, dem in dem Mordfall, der nichts damit zu tun hatte, ein Hinrichtungsaufschub gewährt worden war, wurde sein Todesurteil später in eine lebenslange Haftstrafe umgewandelt. Im September 2009 wurde er auf Bewährung freigelassen.